# 別列佐瓦加季 (切爾沃諾阿爾米西克區)
50°28′32″N 28°7′8″E / 50.47556°N 28.11889°E
別列佐瓦加季（烏克蘭語：Березова Гать）是烏克蘭北部的村莊，隸屬日托米爾州的日托米爾區。該村面積1.21平方公里，2001年人口251，人口密度每平方公里161.93人。